# パクリ屋
パクリ屋（パクリや）とは、主に手形詐欺や取り込み詐欺をはたらく反社会的な職業。

## 概要
- 通常の商取引を装い、最初は少額取引で相手を信用させ、徐々に売買商品の取引金額を高額にし、突然、支払いを停止し、行方をくらます。あるいは、不渡り手形を発行する。
- 盗まれた手形を盗品と分かっていながら割引に出したり商取引に利用し商品を詐取する人。
- ヤミ金などが、強引に取引先に高額の手形を振り出させ、その手形を商取引に利用し、商品を詐取する人。
- ヤミ金が、返済の滞った取引先のクレジットカードなどで、買物をし、商品を詐取する人。